# Australoactina ocinis
Australoactina ocinis är en tvåvingeart som först beskrevs av Hardy 1932.  Australoactina ocinis ingår i släktet Australoactina och familjen vapenflugor. Inga underarter finns listade i Catalogue of Life.